# Parti social-démocrate d'Azerbaïdjan
Pour les articles homonymes, voir Parti social-démocrate.
Le Parti social-démocrate d'Azerbaïdjan (en azéri : Azerbaycan Sosial-Demokrat Partiyası) est un parti politique azéri, fondé en 1989 et membre consultatif de l'Internationale socialiste. Dissous en avril 2023.